# Sechelt
Sechelt är en ort i Kanada.   Den ligger i Sunshine Coast Regional District och provinsen British Columbia, i den sydvästra delen av landet, 3 600 km väster om huvudstaden Ottawa. Sechelt ligger 10 meter över havet och antalet invånare är 5 977.
Terrängen runt Sechelt är varierad. Havet är nära Sechelt åt sydväst. Trakten är glest befolkad. Det finns inga andra samhällen i närheten. 